# Igreja de São Miguel (Viena)
A Igreja de São Miguel é uma das igrejas mais antigas de Viena, Áustria.
A igreja é um edifício em estilo romanesco, antigo, datado de cerca de 1220-1240. Há um documento dando 1221 como a data de fundação da igreja, mas esta é provavelmente uma falsificação do século XIV. Ao longo do tempo, houve muitas modificações, resultado em seu aspecto atual, inalterado desde 1792.

## Interior
O interior da igreja consiste em uma nave e dois corredores que conservaram a antiga estrutura gótica. As capelas laterais foram adicionadas mais tarde.
Dá a impressão de um edifício tridimensional robusto, apesar da baixa altura da igreja. A apse poligonal foi substituída no século XIV (1327-1340) por um coro gótico primitivo com três baías. As capelas do coral central e norte foram reequipadas em estilo barroco.
O altar-mor foi projetado em 1782 por Jean-Baptiste d'Avrange. É decorado com a monumental escultura rococó de alabastro Rococó Fall of the Angels (1782) pelo escultor Karl Georg Merville. Representa uma nuvem de anjos e querubins, caindo do teto em direção ao chão. Foi o último grande trabalho barroco concluído em Viena. A peça central do altar-mor é Maria Candia, ícone bizantina da Virgem Maria, pertencente à Escola Creta de hagiografia e nomeada em homenagem à antiga capital (agora Heraklion), exibida como sendo transportada por dois arcanjos.